# Ајнринг
Ајнринг (њем. Ainring) општина је у њемачкој савезној држави Баварска. Једно је од 15 општинских средишта округа Берхтесгаденер Ланд. Према процјени из 2010. у општини је живјело 9.907 становника. Посједује регионалну шифру (AGS) 9172111.

## Географија
Ајнринг се налази у савезној држави Баварска у округу Берхтесгаденер Ланд. Општина се налази на надморској висини од 421–791 метра. Површина општине износи 33,0 km².

## Становништво
У самом мјесту је, према процјени из 2010. године, живјело 9.907 становника. Просјечна густина становништва износи 300 становника/km².